# Émile Küss
Émile Küss (1815 - 1 tháng 3 năm 1871) là một bác sĩ người Pháp, cùng với Charles-Emmanuel Sédillot, đã thực hiện thí nghiệm sinh thiết lần đầu tiên được ghi lại trên một khối u. Sau đó ông tham gia chính trị tại Strasbourg, trở thành thị trưởng, và đóng một vai trò quan trọng trong quyết định của các nhà lãnh đạo thành phố đầu hàng người Đức vào năm 1870 sau cuộc vây hãm Strasbourg trong cuộc chiến tranh Pháp-Phổ.

## Thuở nhỏ và gia đình
Émile Küss sinh năm 1815 trong một gia đình "tư sản cổ đại" ở Strasbourg. Ông được giáo dục tại trường trung học Tin lành ở Strasbourg và nghiên cứu giải phẫu học.
Cháu trai của ông là bác sĩ giải phẫu René Küss.

## Sự nghiệp y thuật
Ông được bổ nhiệm làm trưởng các nghiên cứu giải phẫu tại Đại học Strasbourg năm 1843 và giáo sư sinh lý học vào năm 1846. Ông thường xuyên giảng dạy các lớp học về vẽ giải phẫu mặc dù đôi khi ông nằm liệt giường do nhiễm trùng phổi.

### Nghiên cứu ung thư

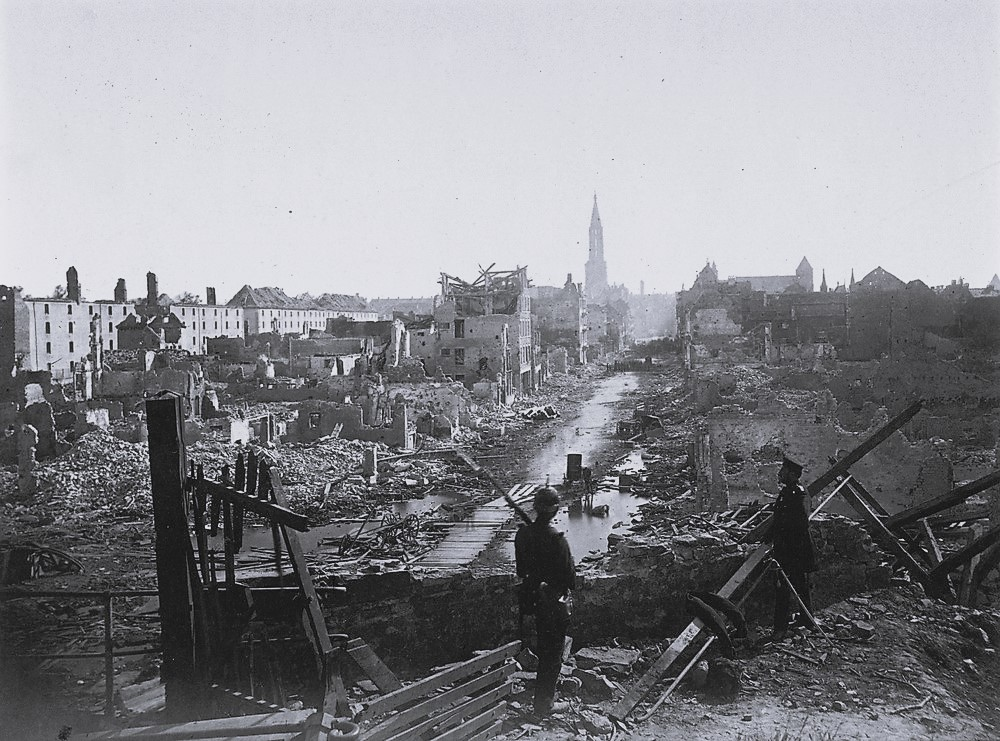
Strasbourg vào tháng 9 năm 1870 sau khi kết thúc cuộc vây hãm

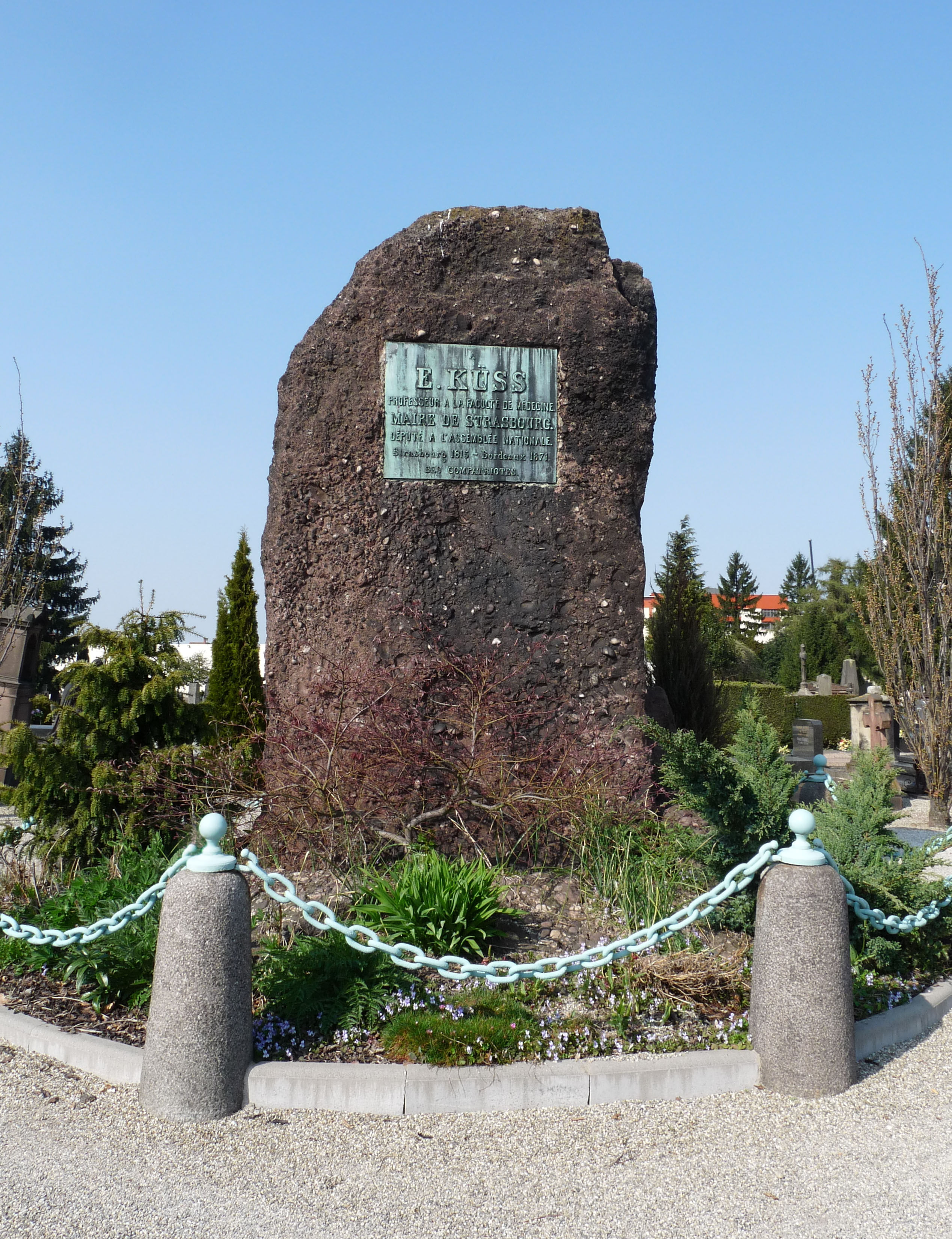
Tượng đài Émile Küss

Học thuyết tế bào của Matthias Schleiden và Theodor Schwann (1838/1839) đã tạo ra một cuộc tranh luận về tính chất của tế bào ung thư, việc sử dụng kính hiển vi và sự liên quan của nó với chẩn đoán ung thư. Không phải tất cả các nhà bệnh lý học đều tin rằng các tế bào ung thư là riêng biệt hoặc ung thư có thể được chẩn đoán bằng cách xem xét một bộ sưu tập các tế bào (mô học) chứ không phải là các tế bào riêng lẻ (tế bào học). Định nghĩa về ung thư đã không kết hợp các đặc tính hình thái của nó cho đến nhiều năm sau đó. Thay vào đó, nó chỉ dựa vào sự lây lan của căn bệnh ung thư, đó là "khả năng xâm nhập cục bộ và di căn của nó".
Émile Küss và Charles-Emmanuel Sédillot nằm trong số ít người tin rằng các tế bào ung thư có thể được thừa nhận chúng trông như thế nào khi quan sát dưới kính hiển vi, được Adolph Hannover mô tả năm 1843. Họ đã công bố nghiên cứu của họ về chẩn đoán vi mô trong Nghiên cứu ung thư (Recherches sur le cancer) năm 1846 và năm 1847 họ đã thực hiện thí nghiệm sinh thiết của khối u bằng cách sử dụng một dụng cụ được thiết kế đặc biệt, như được mô tả bởi Küss:
Họ đã được mô tả là người tiên phong trong mô bệnh học, và theo nhà nghiên cứu bệnh học và nhà sử học James R. Wright, thí nghiệm "sinh thiết phẫu thuật đầu tiên, trước Carl Ruge, người coi là cha đẻ của sinh thiết, hơn 30 năm."

## Sự nghiệp chính trị
Küss là một ủy viên cộng hòa chống lại nước Đệ Nhị Cộng hòa của Napoléon III và hai lần từ chối Huân chương danh dự. Ông là một nhân vật hàng đầu tại địa phương trong cuộc cách mạng tháng 6 năm 1848. Cùng với nhiều người khác, ông đã bị bắt khi Napoléon III lật đổ Đệ Nhị Cộng hòa vào tháng 12 năm 1851, nhưng đã được trắng án tất cả các cáo buộc bởi một tòa án ở Metz.
Ông tái nhập chính trị vào năm 1869 để tham gia chiến dịch của Charles Boersch, người sau này đã trở thành tỉnh trưởng của Strasbourg trong khi ông là thị trưởng, và năm 1870 ông tranh luận chống lại cuộc trưng cầu dân ý của Napoléon III. Ông được tôn sùng bởi những người cộng hòa trẻ trong thành phố vì cách tiếp cận không nhượng bộ của ông đối với Đế quốc.
Küss trở thành thị trưởng thành phố Strasbourg vào ngày 14 tháng 9 năm 1870 và ngay sau khi tranh luận rằng thành phố nên đầu hàng người Đức sau cuộc vây hãm Strasbourg trong cuộc chiến tranh Pháp-Phổ để cứu sống và vì tình hình vô vọng.

## Qua đời và di sản
Émile Küss qua đời tại Bordeaux vào ngày 1 tháng 3 năm 1871.
Năm 1873, hình tượng ông đi qua những tàn tích của Strasbourg được thể hiện trong một bức tranh của Théophile Schuler. Hai đường phố được đặt theo tên của ông; Rue Küss ở quận 13, Paris, và Maire Küss ở Strasbourg. Cầu Maire Kuss ở Strasbourg cũng mang tên ông.

## Hình ảnh

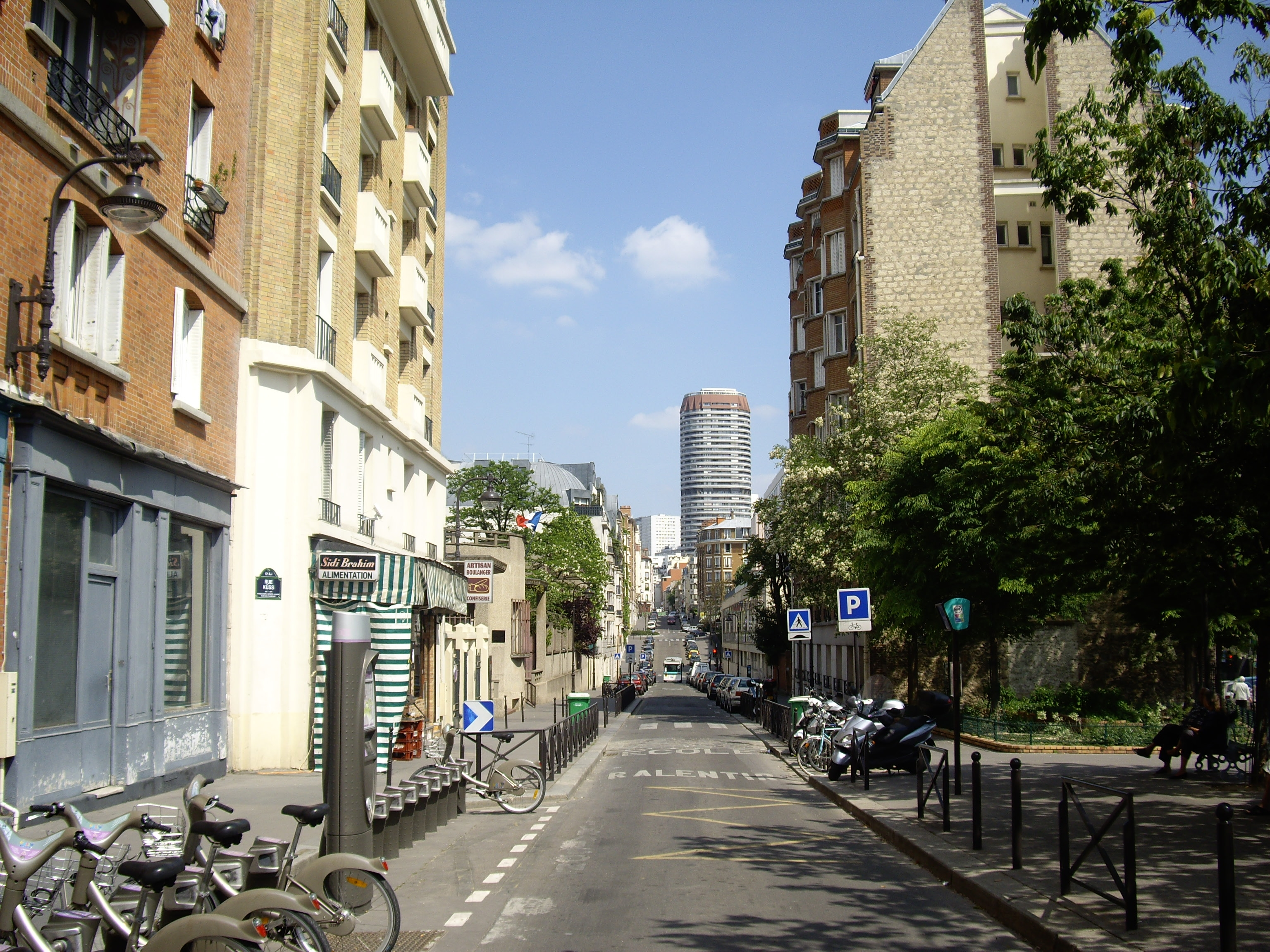
Rue Küss, Paris
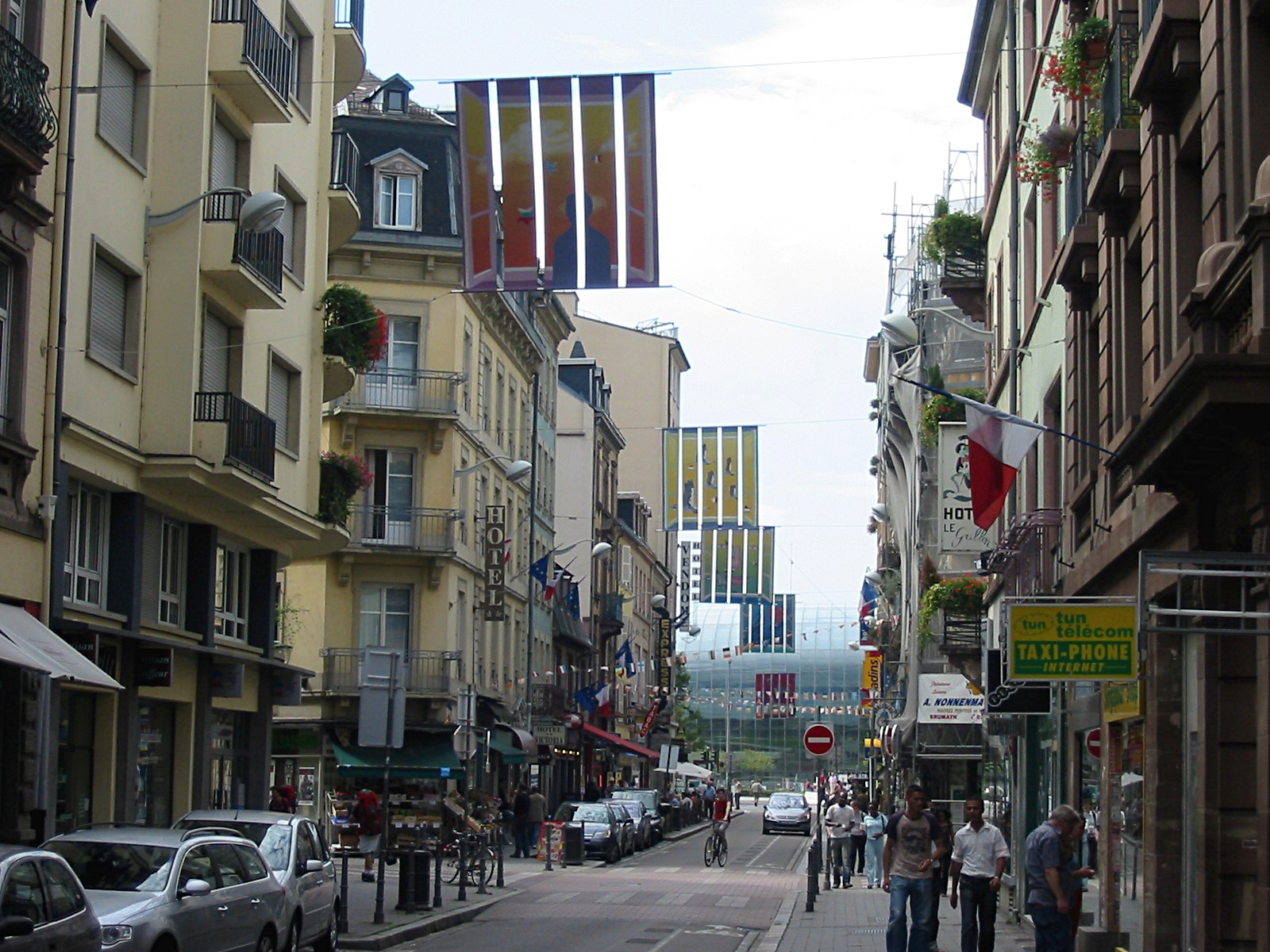
Đường Maire Küss, Strasbourg
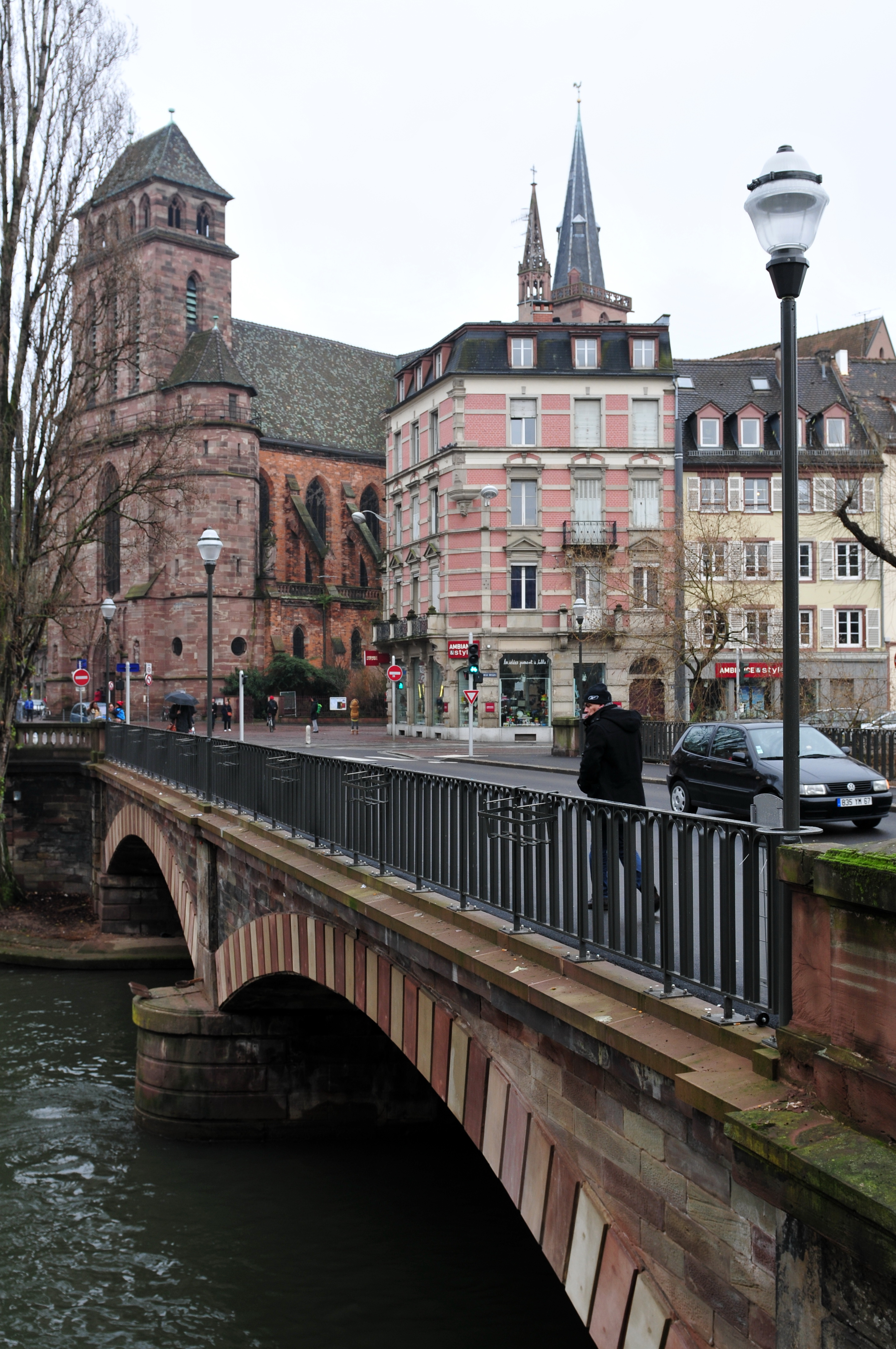
Cầu Maire Kuss, Strasbourg